# شيلي (بستك)
 شیلی ، قرية صغيرة تتبع للبلدة المركزية (بالفارسية: بخش مركزى) من توابع مدينة بستك وتقع في محافظة هرمزغان في جنوب إيران.

## وصلات خارجية
- التقسيمات الإدارية لمحافظة هرمزغان نسخة محفوظة 2 مارس 2012 على موقع واي باك مشين.